# هيو ديفيز (شاعر)
هيو ديفيز (بالإنجليزية: Hugh Sykes Davies)‏ (و. 1909 – 1984 م) هو شاعر، وكاتب، وناقد أدبي من المملكة المتحدة، والمملكة المتحدة لبريطانيا العظمى وأيرلندا، ولد في يوركشاير، توفي عن عمر يناهز 75 عاماً.